# Vonda Shepard
Vonda Shepard (ur. 7 lipca 1963 w Nowym Jorku) – piosenkarka popowa, znana głównie ze swoich występów muzycznych w serialu Ally McBeal, gdzie grała piosenkarkę w barze, w którym postacie z serialu zawsze spotykały się po pracy. Gra na pianinie, gitarze i basie.
Po raz pierwszy Shepard pojawiła się na listach muzycznych w 1987 roku, gdy zaśpiewała piosenkę Can’t We Try w duecie z Danem Hillem. Wydała swój pierwszy album w 1989 roku, jednak dopiero jej trzeci album, wydany siedem lat później przyniósł jej światową sławę, po czym została zauważona przez producentów serialu Ally McBeal. Nagrała piosenki do dwóch albumów serialu oraz wiele piosenek do dwóch pozostałych.
Shepard jest żoną producenta muzycznego Mitchella Frooma. Mają razem syna, Jacka.

## Dyskografia
- 1989 Vonda Shepard
- 1992 The Radical Light
- 1996 It's Good, Eve
- 1998 Songs from Ally McBeal (w Polsce platynowa płyta[1])
- 1999 By 7:30
- 1999 Heart and Soul: New Songs From Ally McBeal
- 2000 Ally McBeal: A Very Ally Christmas – kompilacja
- 2001 Ally McBeal: For Once in My Life – kompilacja
- 2002 Chinatown
- 2004 Live: A Retrospective